# Alcis porcelaria
Alcis porcelaria är en fjärilsart som beskrevs av Achille Guenée 1858. Alcis porcelaria ingår i släktet Alcis och familjen mätare. Inga underarter finns listade i Catalogue of Life.